# Schtroumpf les Bains
Schtroumpf les Bains est le vingt-septième album, et la quatre-vingt-onzième histoire, de la série de bande dessinée Les Schtroumpfs originellement créée par Peyo. Publié en 2009 aux éditions Le Lombard, l'album est scénarisé par Alain Jost et Thierry Culliford et illustré par Pascal Garray.
Cette histoire peut être lue comme une satire du tourisme de masse.

## Résumé
Le Schtroumpf bricoleur en a assez. Harcelé par tous les Schtroumpfs qui lui confient toutes sortes de réparations à faire dans l'urgence il n'a pas le temps de se consacrer à des projets plus personnels, comme une machine à dénoyauter les cerises qu'il a bien du mal à mettre au point. Épuisé mentalement et physiquement il finit par craquer. Poussant un grand cri que le Grand Schtroumpf compare au râle d'une bête sauvage, le Schtroumpf bricoleur jette à la figure des villageois tous leurs objets cassés, leur hurlant de les réparer eux-mêmes, avant de se saisir d'un maillet et de détruire tout ce qui se trouve à sa portée.
Une fois calmé le Grand Schtroumpf lui conseille de prendre du repos afin d'éviter tout nouveau risque de burnout. Le Schtroumpf bricoleur fait ainsi sa première grasse matinée depuis longtemps et apprécie de prendre son petit-déjeuner sans se presser. Cependant, en se promenant dans le village, il ne peut s'empêcher de vouloir aider et conseiller les autres Schtroumpfs dans leur réparations quotidiennes. Le Grand Schtroumpf comprend que rester au village n'est pas la bonne solution pour que le Schtroumpf bricoleur puisse se reposer efficacement. Ce dernier prend donc la décision d'aller passer quelques jours au bord du lac dans les montagnes, endroit qu'il apprécie. Les autres Schtroumpfs assistent ainsi à son départ, étonnés de sa décision de partir dans un endroit où il n'y a rien.
Quand le Schtroumpf bricoleur arrive sur place, il est fourbu car peu habitué à faire de la randonnée mais heureux de trouver un cadre idyllique, calme et isolé de tout. Il dresse sa tente, mange son repas au coin du feu et s'installe dans son sac de couchage. Mais son esprit fourmille à nouveau d'idées et ne parvenant pas à trouver le sommeil il trace les plans d'une cabane plus confortable qu'il construira dès le lendemain avec les matériaux naturels du site. Il décide ainsi de revenir au lac chaque fois qu'il se sentira fatigué.
La bonne humeur du Schtroumpf bricoleur à son retour au village étonne un peu les villageois, en particulier les Schtroumpfs peintre et poète. Ces derniers demandent au bricoleur le secret de sa gaieté. Il leur propose de venir au lac avec lui la prochaine fois qu'il s'y rendra. Une fois sur place ils partagent la petite cabane du Schtroumpf bricoleur, ce qui ne gêne pas les deux invités car la beauté du site les inspire dans leurs arts respectifs. Leur émerveillement est tel qu'ils parviennent à convaincre sans mal le Schtroumpf bricoleur à leur construire leur propre petit logis.
À leur retour les trois Schtroumpfs sont enthousiastes à faire part de leur expérience positive à leurs congénères mais le sont beaucoup moins lorsque ceux-ci, enchantés par les récits du Schtroumpf poète et les croquis du Schtroumpf peintre, souhaitent à leur tour découvrir ce lac de montagne. D'abord récalcitrant le Schtroumpf bricoleur reconnait vite que tous les Schtroumpfs ont autant le droit de profiter du lac que lui. Il trace alors les plans d'un vaste complexe balnéaire qu'il construit avec des volontaires. Ces volontaires seront les premiers à bénéficier de vacances, même s'ils ignorent le sens de ce mot.
Pendant ce temps, dans la chaumière de Gargamel, une nouvelle expérience vient de voir le jour. Le sorcier a en effet mis au point une recette alchimique qu'il administre sous forme de gaz à son chat Azraël afin que son odorat soit proche de celui des plus fins limiers. Le chat tente alors de guider son maître jusqu'au village des Schtroumpfs (tout en aboyant et non plus en miaulant) grâce à son flair mais les premiers essais sont peu concluants.
Au lac les travaux sont terminés et Schtroumpf-les-Bains voit son ouverture inauguré par la Schtroumpfette. Le lieu paradisiaque et sauvage est devenu une véritable station balnéaire adaptée aux petits lutins bleus. Afin que le site puisse fonctionner les Schtroumpfs sont tour à tour vacanciers et employés. Malheureusement le grand nombre de vacanciers ne permet pas un repos absolu car toutes les activités disponibles sont en permanence bondées : transats à la piscine occupées dès le petit matin, plage surpeuplée, réservation de bateaux saturée, etc. Cependant l'absence au village de certains Schtroumpfs "actifs" comme le paysan, le boulanger, le cuisinier ou le meunier oblige les autres Schtroumpfs à les remplacer dans leur fonction mais avec beaucoup moins de talent si bien qu'ils décident tous de partir eux-aussi en vacances à Schtroumpf les Bains, créant même un embouteillage sur le trajet.
Après une nouvelle tentative infructueuse de "flairer" les Schtroumpfs, Gargamel se réfugie au sommet d'un arbre pour échapper à un ours. Depuis cet observatoire surélevé il se rend compte qu'il aperçoit le sommet des maisons du village Schtroumpf. Le sorcier est réjoui d'avoir enfin trouvé le village et y entre à toute vitesse afin de surprendre les habitants mais il est déçu de constater qu'il n'y a personne. Il décide de camper près du village en attendant le retour des Schtroumpfs.
Pendant ce temps, à Schtroumpf les Bains, rien ne va. Accueillant désormais la totalité de la population du village c'est tout le site qui arrive à saturation. C'est finalement le manque de nourriture qui oblige certains Schtroumpfs à retourner au village chercher des provisions mais leur surprise est grande lorsqu'ils se rendent compte que Gargamel n'est pas loin. En effet le sorcier bivouaque paisiblement et il déclare même à son chat que ces quelques jours passés au grand air lui font le plus grand bien. Azraël lui-même semble plus serein et apaisé qu'à l'accoutumée. Voyant que Gargamel n'a pas l'intention de partir de lui-même les Schtroumpfs retournent à Schtroumpf les Bains sans se faire remarquer par le sorcier afin d'en informer le Grand Schtroumpf.
La nouvelle émeut beaucoup les vacanciers et la nostalgie du village et de leurs logis se fait sentir. Ils décident alors de retourner au village mais pour cela Gargamel doit lever le camp. Le grand Schtroumpf élabore ainsi un stratagème. Pilotant une cigogne il prévient le sorcier depuis les airs que sa chaumière est en feu. Apercevant la fumée dans le lointain il se précipite vers son logement mais constate une fois sur place que ce n'était qu'un feu ordinaire allumé par les Schtroumpfs derrière sa maison, hors de vue. Gargamel enrage d'avoir été ainsi dupé mais il est néanmoins heureux de retrouver son foyer.
Au village la population a regagné ses pénates et la vie recommence à suivre son cours habituel. Les Schtroumpfs sont toujours tenté de repartir en vacances mais l'automne arrive et la météo n'est plus assez clémente. Ils songent cependant à retourner à Schtroumpf les Bains l'été prochain sans savoir qu'au même moment la nature y a repris ses droits. En effet les bâtisses sont utilisées par des castors pour qu'ils construisent leur propre habitat.

## Autour de l'album
- Lorsque le Schtroumpf poète revient de son premier séjour au lac il récite un poème de sa composition que la beauté des lieux lui a inspiré. Il s'agit en réalité d'un extrait en langage Schtroumpf du poème Le Lac qui est l'un des plus célèbres d'Alphonse de Lamartine.

- L'environnement de lac de montagne et le nom Schtroumpf les Bains qui lui est donné par les Schtroumpfs rappelle certaines villes réelles comme Andernos-les-Bains, Aix-les-Bains ou Brides-les-Bains.
- C'est la première apparition de l'ours qui rendra la vie de Gargamel encore plus difficile à chaque rencontre en forêt. Il réapparaitra de façon récurrente dans certaines aventures suivantes.